# Saeko Okayama
Saeko Okayama (jap. 岡山 沙英子, Okayama Saeko; * 12. April 1982 in der Präfektur Hiroshima) ist eine ehemalige japanische Leichtathletin, die sich auf den Weitsprung spezialisiert hat, aber auch im Sprint an den Start ging.

## Sportliche Laufbahn
Erste internationale Erfahrungen sammelte Saeko Okayama im Jahr 1999, als sie bei den Jugendweltmeisterschaften in Bydgoszcz mit einer Weite von 5,86 m den siebten Platz belegte und mit der japanischen 4-mal-100-Meter-Staffel in 46,51 s Rang fünf erreichte. Im Jahr darauf startete sie bei den Juniorenweltmeisterschaften in Santiago de Chile im 100-Meter-Lauf und schied dort mit 12,22 s im Viertelfinale aus. 2009 gewann sie bei den Ostasienspielen in Hongkong mit 6,28 m die Silbermedaille hinter der Chinesin Chen Yaling und 2011 gewann sie bei den Asienmeisterschaften in Kōbe mit einer Weite von 6,51 m die Bronzemedaille hinter der Inderin Mayookha Johny und Lu Minjia aus China. 2013 wurde sie bei den Asienmeisterschaften in Pune mit 6,27 m Vierte und 2015 beendete sie in Wakayama ihre aktive sportliche Karriere im Alter von 33 Jahren.
In den Jahren 2012, 2013 und 2015 wurde Okayama japanische Meisterin im Weitsprung.

## Persönliche Bestleistungen
- 100 Meter: 11,67 s (+2,0 m/s), 23. Juni 2012 in Hiroshima
  - 60 Meter (Halle): 7,73 s, 19. Januar 2013 in Albuquerque
- Weitsprung: 6,59 m (−0,3 m/s), 7. Juni 2013 in Tokio
  - Weitsprung (Halle): 6,13 m, 11. Februar 2012 in Azusa